# Movimento Dump Johnson
Il movimento Dump Johnson fu un movimento all'interno del Partito Democratico degli Stati Uniti per opporsi alla candidatura del Presidente degli Stati Uniti Lyndon B. Johnson come candidato del partito alle elezioni presidenziali del 1968. L'opposizione a Johnson derivava principalmente dall'opposizione alla guerra del Vietnam ed il movimento può essere visto come parte di una battaglia interna al Partito Democratico tra liberali anti-guerra, moderati e sostenitori dell'interventismo durante la guerra fredda.